# Величка (гміна)
Гміна Величка (пол. Gmina Wieliczka) — місько-сільська гміна у південній Польщі. Належить до Велицького повіту Малопольського воєводства.
Станом на 31 грудня 2011 у гміні проживало 53677 осіб.

## Площа
Згідно з даними за 2007 рік площа гміни становила 100.04 км², у тому числі:
- орні землі: 73.00%
- ліси: 8.00%

Таким чином, площа гміни становить 23.39% площі повіту.

## Населення
Станом на 31 грудня 2011:
| Опис     | Загалом | Загалом | Чоловіки | Чоловіки | Жінки | Жінки |
| -------- | ------- | ------- | -------- | -------- | ----- | ----- |
| одиниця  | осіб    | %       | осіб     | %        | осіб  | %     |
| все      | 53677   | 100     | 26072    | 48.57    | 27605 | 51.43 |
| міське   | 20770   | 100     | 9914     | 47.73    | 10856 | 52.27 |
| сільське | 32907   | 100     | 16158    | 49.10    | 16749 | 50.90 |

## Сусідні гміни
Гміна Величка межує з такими гмінами: Біскупіце, Ґдув, Добчице, Неполоміце, Сеправ, Сьвйонтники-Ґурне.